# Singersaari
Singersaari är en ö i Finland. Den ligger i sjön Singerjärvi och i kommunen Kuusamo i den ekonomiska regionen  Koillismaa ekonomiska region  och landskapet Norra Österbotten, i den nordöstra delen av landet, 700 km norr om huvudstaden Helsingfors. Öns area är 1,4 hektar och dess största längd är 280 meter i sydöst-nordvästlig riktning.